# Spargelfliege

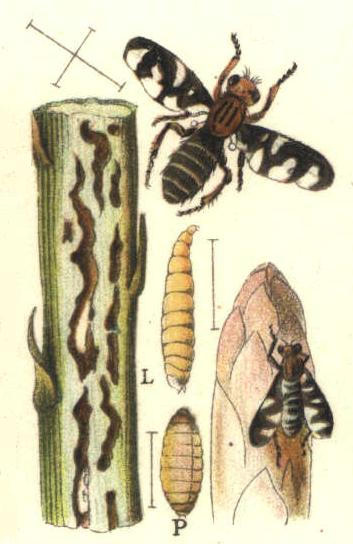
Illustration der Entwicklungsstadien

Die Spargelfliege (Plioreocepta poeciloptera) ist eine Fliege aus der Familie der Bohrfliegen (Tephritidae).

## Merkmale
Die Fliegen erreichen eine Körperlänge von 6–7 mm. Der Kopf ist auf der Unterseite gelb gefärbt. Der Thorax ist blassgrau mit drei schwarzen Längslinien. Die Fliegen besitzen eine markante artspezifische Flügelzeichnung. Die transparenten Flügel weisen eine breite braune Zickzack-Musterung auf. Der schwarze Hinterleib ist leicht behaart. Er ist bei den Männchen schlank, während er bei den Weibchen verbreitert ist. Die Weibchen besitzen einen kurzen Legebohrer. Die zylindrischen weißen Larven erreichen eine Länge von 7–9 mm.

## Verbreitung
Die Spargelfliege kommt in weiten Teilen Europas vor. Ihr Verbreitungsgebiet reicht von Südskandinavien und England im Norden bis nach Frankreich und Italien.

## Lebensweise
Die Fliegen beobachtet man von Mitte April bis Ende Mai. Kopula und Eiablage finden zu Beginn des Imago-Stadiums statt. Plioreocepta poeciloptera bildet eine Generation pro Jahr. Das Weibchen bohrt Sprösslinge des Gemüsespargels (Asparagus officinalis) an und legt dort ihre Eier ab. Die geschlüpften Larven bohren sich weiter in die Pflanze hinein. Sie verpuppen sich und legen eine Diapause bis in das Frühjahr hinein ein.

## Schadwirkung
Die Larven schädigen durch ihren Fraß insbesondere Jungpflanzen des Gemüsespargels. Diese werden dadurch anfällig für Pilze der Gattung Fusarium.

## Taxonomie
In der Literatur finden sich folgende Synonyme:
- Musca poeciloptera Schrank, 1776
- Platyparea poeciloptera Schrank, 1776

## Bilder

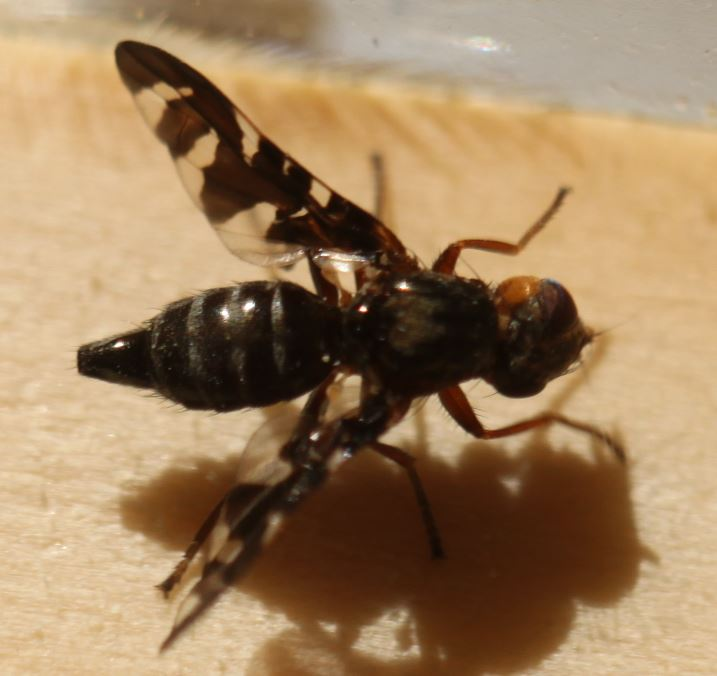
Weibchen, Dorsalansicht
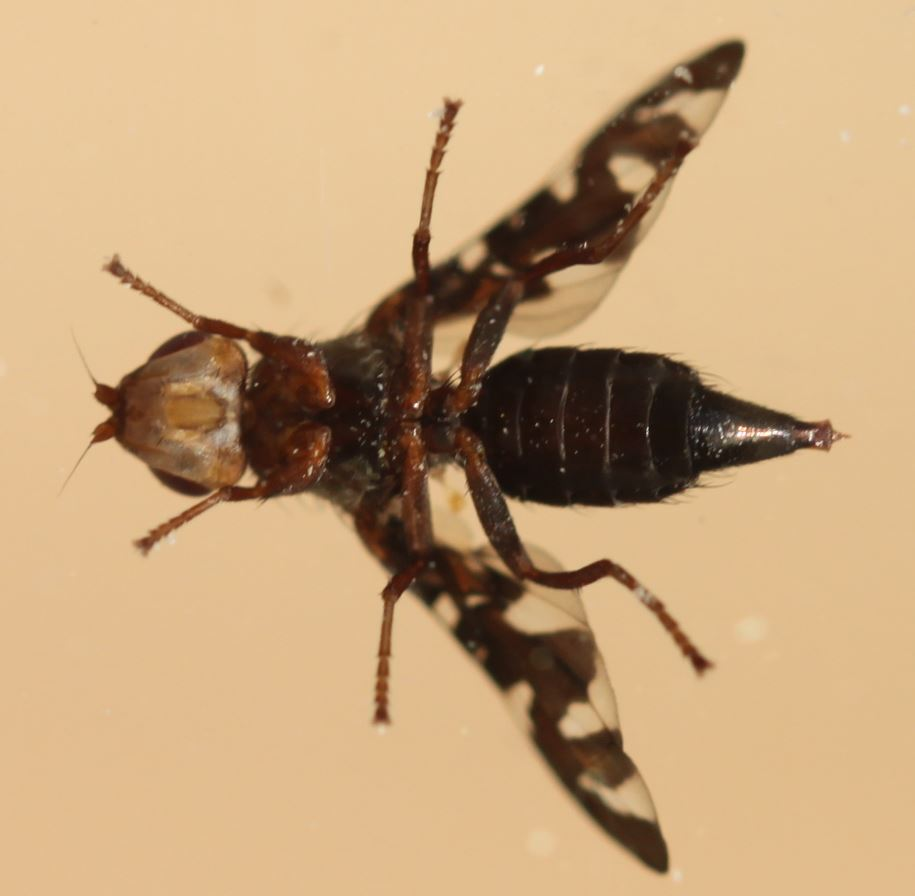
Weibchen, Ventralansicht
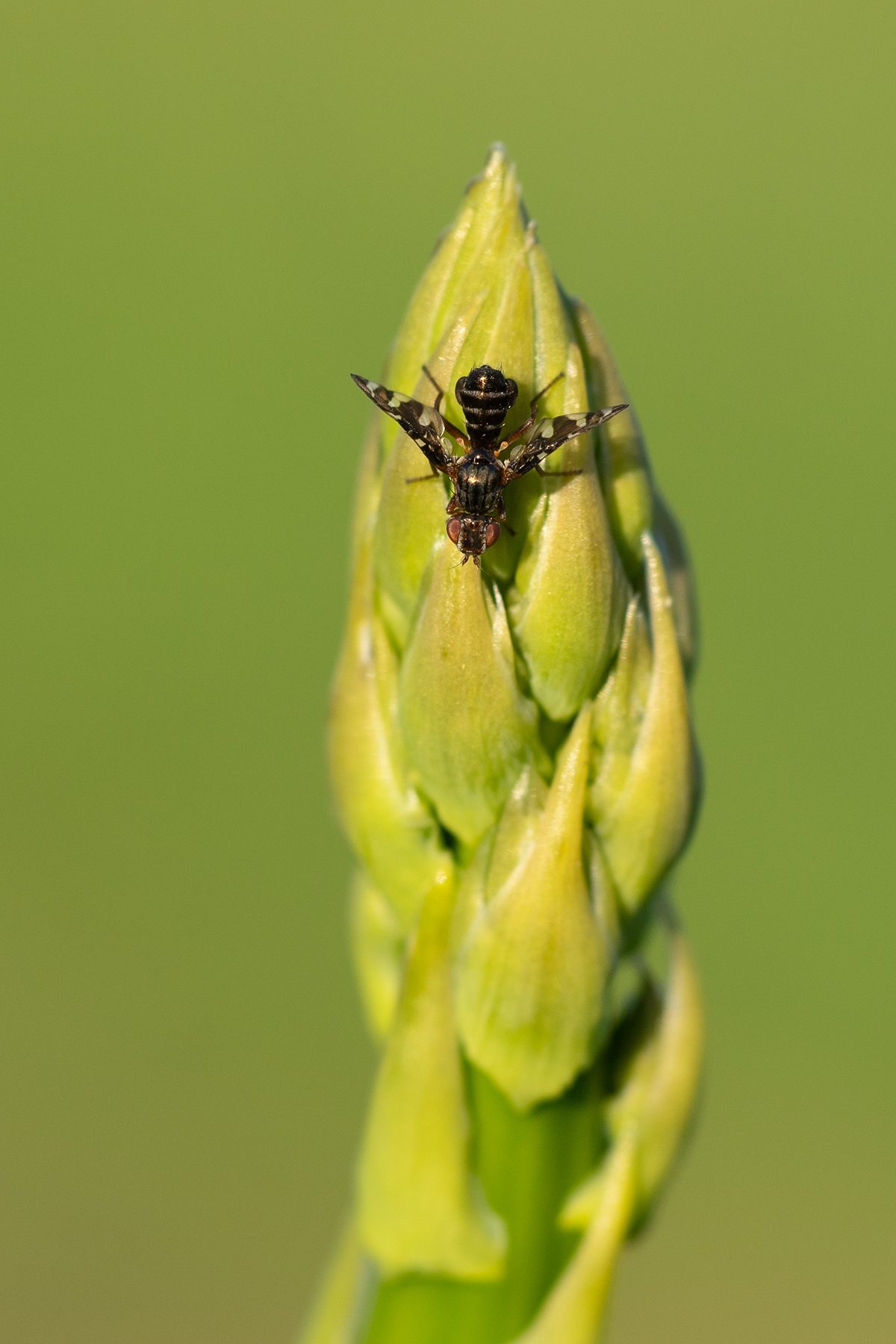
Weibchen auf Sprössling des Gemüsespargels